# Gemenefhorbak
Gemenefhorbak est un  vizir égyptien qui officiait pendant la XXVIe dynastie,  probablement sous Psammétique Ier. Son père est le vizir Ioufaâ.

## Biographie
Gemenefhorbak est le « Vizir du Nord », ce qui signifie qu'il exerce son autorité sur la Basse-Égypte. Il est principalement connu par son sarcophage en grauwacke qui se trouve aujourd'hui au Museo Egizio de Turin ; sur celui-ci, la sculpture d'un collier avec la déesse Maât est un signe de sa fonction judiciaire. Le sarcophage est également gravé d'un chapitre du Livre des morts, ainsi que des nombreux titres de Gemenefhorbak ; il est  pourvu du titre plutôt inhabituel de « Contrôleur des grandes cours » (Ḫrp ḥwwt wrwt).